# Портной (картина Лонги)
«Портной», или «У портного» (итал. Il sarto), — картина итальянского живописца Пьетро Лонги (1702—1785), представителя венецианской школы. Создана примерно в 1741 году. С 1838 года хранится в коллекции Галереи Академии в Венеции.

## Описание
На картине изображен интерьер дворянского дома, в который портной принес даме на примерку новое платье. Изображение на стене прокуратора Никколо Веньера указывает на то, что это семейный портрет: женщина — это жена брата Никколо, девочка, играющая с собачкой, — её дочь Мария, которой на момент написания картины было пять или шесть лет. Девочка, в отличие от матроны на втором плане, не обращает внимание на процесс примерки. Несмелый жест женщины, которая приятно удивлена видом роскошного платья, изображён в медленном ритме ткани: парча или шелковая камчатная ткань заткана яркими цветами по французской моде середины века, которую наследовали в венецианских мануфактурах.
Сидящая женщина — это Самаратина Дольфин, которая в 1736 году вышла замуж за Джироламо Веньера, брата Никколо. Её дочь Мария в 1758 году вышла замуж за Алоизия Контарини. Их сын Джироламо Контарини подарил это и другие полотна Лонги Галерее Академии. На стене изображен портрет Никколо Веньера, избранного прокуратором в 1740 году. Благодаря этой дате на гравюре Марко Питтери удалось установить наследственную принадлежность, которая привела её к коллекции Джироламо Контарини.
Картина, вместе с другими работами Лонги, является наглядным свидетельством жизни венецианских патрицианок. Художник тщательно вырисовывает детали, скрупулёзно изображая предметы: в комнате, где разворачивается сцена, в левом углу холста изображен камин, напоминающий парижские образцы в стиле Людовика XIV.